# Arbre de ciència
Arbre de ciència (Arbor Scientiae) és una de les obres més extenses i característiques de Ramon Llull, escrita a Roma entre 1295 i 1296. És una versió en forma enciclopèdica l'Art general o Ars magna destinada a un públic no universitari. L'obra recorre a una analogia comuna en ell: la comparació orgànica, en la qual cada ciència es representa com un arbre amb arrels, tronc, branques, fulles i fruits. Les arrels representen els principis bàsics de cada ciència; el tronc, l'estructura; les branques, els gèneres; les fulles, les espècies; i els fruits, els individus, els seus actes i les seves finalitats. Aquesta al·legoria vegetal mostra la influència d'Aristòtil.
L'obra està dividida en setze arbres: Catorze arbres principals i dos auxiliars amb una funció complementària.
- Arbres principals:
  - Elemental: estudia la física.
  - Vegetal: la botànica.
  - Sensual: biologia.
  - Imaginari: arts.
  - Humanitari: antropologia.
  - Moral: ètica.
  - Imperial: política.
  - Apostòlic: eclesiologia.
  - Celestial: astrologia.[7]
  - Angelical: angelologia.
  - Eviterna: escatologia.
  - Maternal: mariologia.
  - Cristià: cristologia.
  - Divinal: teologia.

- Arbres auxiliars:
  - Exemplificat: guia il·lustrativa dels anteriors, als quals explica, a base d'exemples, proverbis i refranys.
  - Qüestionat: es refereix en termes de lògica les qüestions referents als altres.

Tracta d'una discussió entres dues germanes, la ciència i la fe.
Encara que el sistema pugui semblar esquemàtic, els arbres lul·lians expressen una clara sistematització del coneixement que organitza i simplifica l'estudi de les diverses disciplines tractades.